# Deux Cinglés à l'armée
Pour plus de détails, voir Fiche technique et Distribution.
Deux Cinglés à l'armée (Sergeant Dead Head) est un film américain réalisé par Norman Taurog, sorti en 1965. Il fait partie d'une série de films initiée en 1963 avec Beach Party.

## Fiche technique
- Titre français : Deux Cinglés à l'armée[1]
- Titre original : Sergeant Dead Head
- Réalisation : Norman Taurog
- Scénario : Louis M. Heyward
- Photographie : Floyd Crosby
- Musique : Les Baxter
- Montage : Ronald Sinclair
- Pays d'origine :  États-Unis
- Genre : musical
- Date de sortie : 1965

## Distribution
- Frankie Avalon : Sergent O.K. Deadhead / Sergent Donovan
- Deborah Walley : Aviateur Lucy Turner
- Cesar Romero : Amiral Stoneham
- Fred Clark : Général Rufus Fogg
- Gale Gordon : Capitaine Weiskopf
- Harvey Lembeck : Aviateur McEvoy
- John Ashley : Aviateur Filroy
- Buster Keaton : Aviateur Blinken
- Reginald Gardiner : Lieutenant Comm. Talbott
- Pat Buttram : Le président
- Eve Arden : Lieutenant Charlotte Kinsey
- Romo Vincent : Joueur de tuba
- Donna Loren : Susan
- Michael Nader : Policier de l'air
- Edward Faulkner : Lieutenant Dixon
- Andy Romano : Marine MP
- Jo Collins : Gail